# メッサピア語
メッサピア語（Messapic）は、南イタリア東端のサレント半島（いわゆる「長靴のかかと」）に住んでいたメッサピア人が使用していた古代語。紀元前6世紀から紀元前1世紀までの資料が残る。インド・ヨーロッパ語族に属するが、イタリック語派ではなく、ほかの語派との関係は知られていない。

## 概要
ストラボン『地理誌』6.3.1によると、サレント半島はギリシア語でメッサピアまたはイアピュギアと呼び、土地の言葉では南をサレンティニ、北をカラブリアと呼んだ（現代のカラブリア州とは場所が異なることに注意）。その北にはペウケティイ人とダウヌリイ人（アプーリア）の土地があった。いっぽうポリュビオス『歴史』3.88.4はペウケティイ人・ダウヌリイ人・メッサピイ人の住む地域全体がイアピュギアであるとする。
メッサピア語で書かれた300ほどの碑文が発見されている。しかしそのほとんどは墓誌銘であり、固有名詞しか書かれていない。
メッサピア語はアドリア海の反対側のバルカン北西部で話されていたイリュリア語と近い関係にあるとされることが多い。古文献でも、たとえばプリニウス『博物誌』3.102でアプーリアのパエディクリ人がイリュリア人の子孫であるとする。しかし資料が少なすぎるため、言語学的にはいまのところ仮説にとどまる。

## ソレートの地図

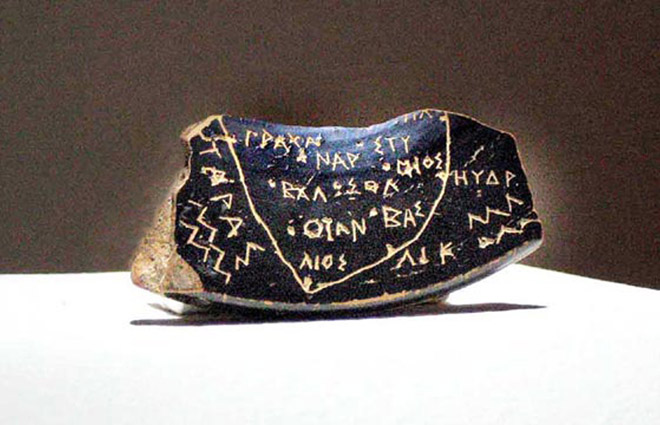
ソレートの地図

2003年にソレートで、メッサピア語とギリシア語で書かれた紀元前500年ごろのオストラコンが発見された。「ソレートの地図」と呼ばれ、西洋最古の地図とされる。ただし贋作の疑いもかけられている。